# レベル・アトランティックシティ
オーシャン・カジノ・リゾート（旧称レベル・カジノ・ホテル・アトランティックシティ）とは、アメリカ合衆国ニュージャージー州アトランティックシティにある、カジノホテル。

## 概要
レーベル・サウスタワーはフォンテーヌブロー・リゾート・ラスベガスに次いで2番目に大きいカジノホテルでアトランティックシティで一番高いビル（以前はハラーズ・アトランティックシティ内ハラーズ・ウォーターフロント・タワーが高かった）として認知されている。
インテリアデザインを担当したのはアルキテクトニカ社が担当し、建築家グループのBLTアーチィテクツ社がレーベル・サウスタワーを含めてすべての施設設計を担当した。
不動産経営会社のティッシュマン・リアリティー・アンド・コンサルクションが経営と不動産管理も兼ねてマネージメント契約を交わした。
スセーノ・プラス（本社はモントリオール）がカジノプレイルームを始めメイン内装全般を担当し着手はしたものの、2008年にプロジェクトの資金調達が遅れ当初予定していた1,900室のレーベル・サウスタワー建設はいったん中止になった。
中止後資金調達が再び行われ、2011年2月に建設を再開しレーベル・サウスタワーは1,399室として完成した。

## アメニティー
当時レベル・アトランティックシティが開業した時は2つのナイトクラブと13のレストランと2つのエンターテイメント施設、屋外プールや3万以上の植物や樹木を持つスカイガーデンから構成される屋上デッキを持っていた。カジノは6回にあり、2つあったナイトクラブは3回でロビーを見下ろしていた。